# Стенлі Ріджес
Стенлі Ріджес (англ. Stanley Ridges; 17 липня 1890 - 22 квітня 1951 ) — народився у Великобританії, найбільш відомий за ролями в американських фільмах 1930-40-х років.
У 1920-30-х роках Ріджес зробив успішну кар'єру на Бродвеї, а з середини 1930-х років почав багато працювати в кіно, зігравши в таких пам'ятних фільмах, як «Злочин без пристрасті» (1934), «Якби я був королем» (1938), «Пил буде моєю долею» (1939),            «Юніон Пасифік» (1939), «Сержант Йорк» (1941), «Морський вовк» (1941), «Вони померли на своїх постах» (1941), «Бути чи не бути» (1942), «Військово-повітряні сили» (1943), «підозрюваний» (1944), «Одержима» (1947), «Виходу немає» (1950) та «Справа Тельми Джордон» (1950).

## Біографія
Стенлі Ріджес народився 17 липня 1890 року в Саутгемптоні, Великобританія . Ріджес розпочав театральну кар'єру на лондонській сцені, де на нього звернула увагу зірка музичних комедій Беатріс Ліллі .
У 1917 році Ріджес перебрався до Нью-Йорка, де почав бродвейську кар'єру як співаючий та танцювальний актор у таких музичних комедіях, як «Китайська троянда» (1919-20), «Селлі» (1920-22), «Елсі» (1923), «Мері Джейн Маккейн» (1923-24), «Бай, бай, Барбара» (1924), «Наречена йде» (1925), «Бум-бум» (1929) і комедія «Зроблено у Франції» (1930). Пізніше Ріджес звернувся до романтичних ролей, зігравши в таких історичних драмах, як Марія Шотландська (1933-34) за п'єсою Максвелла Андерсона в ролі Лорда Мортона і Веллі-Фордж (1933-34) в ролі підполковника Люсіфера Тенча. Свою останню роль на Бродвеї Ріджес зіграв у комедії комедія "Перша леді" (1935-36)   .
У 1923 році Ріджес дебютував у німому фільмі «Успіх» (1923), після чого почалися ролі у трьох звукових короткометражках 1930-31 років. У 1934 році 43-річний Ріджес, який володіє відмінною дикцією і багатим голосом, легко перейшов у звукове кіно, де його першою великою роботою стала кримінальна мелодрама «Злочин без пристрасті» (1934) з Клодом Рейнсом у головній ролі самозакоханого адвоката . У цій картині Ріджес зіграв роль красеня з сумнівною репутацією і колишнього коханця танцівниці з нічного клубу, якого адвокат намагався спочатку підставити, а потім у пориві невиправданих ревнощів убив під час бійки в ресторані .
Як написав Хел Еріксон, «коли сиві волосся Риджеса поклали кінець його кар'єрі як романтичний головний герой, він став грати характерні ролі, спеціалізуючись на шляхетних, стриманих і зовсім небританських персонажах» . У 1939 році в кримінальній мелодрамі «Пил буде моєю долею» (1939) Ріджес зіграв грубого і постійно п'яного головного наглядача на фермі для ув'язнених. Критикуючи фільм за стереотипність сюжету, кінооглядач «Нью-Йорк Таймс» Френк Ньюджент проте відзначив «досить хорошу гру» низки акторів, у тому числі Ріджеса в ролі наглядача»  .
Однією з кращих кіноробіт Ріджеса, на думку історика кіно Хела Еріксона, була подвійна роль доброго професора-шизофреніка, що перетворюється на вбивцю, в хорор-трилері студії Universal «Чорна п'ятниця» (1940) . Незважаючи на присутність у картині таких акторів, як Борис Карлофф і Бела Лугоші, кінокритик Ганс Воллстейн вважає, що «справжньою зіркою цього фільму став досвідчений актор Стенлі Ріджес, який отримав роль свого життя, зігравши як доброго та освіченого професора Кінгслі, так і гангстера. вбивцю Реда Кеннона. Ріджес стає одкровенням, і, як і Спенсер Трейсі (у фільмі  «Доктор Джекілл і містер Хайд» (1941), вирішує важке завдання створення двох абсолютно різних персонажів, роблячи це практично без гриму». При цьому, за словами Воллстейна, «Ріджес у своїй ролі досягає успіху», а «Трейсі у своїй — провалюється» .
Надалі Ріджес часто грав ролі другого плану в багатьох класичних фільмах, зігравши головну роль ще одного разу на студії Republic Pictures у фільмі категорії B «Неправдиві особи» (1943). Як написав Еріксон, фільм став «типовим прикладом підбору акторів воєнного часу, коли всі актори-чоловіки взяті з-поміж тих, хто не був призваний в армію». Фільм розповідає про вбивство співачки, в якому підозрюється син окружного прокурора Стенлі Хардінга (роль прокурора грає Ріджес). Прокурор опиняється перед складним вибором — на підставі непрямих доказів йому, можливо, знадобиться довічне ув'язнення для власного сина .
Серед інших помітних ролей Ріджеса - інспектор Скотленд-Ярду, який ловить убивцю           (Чарльз Лоутон) у фільмі нуар «підозрюваний» (1944), майор Бакстон, командир головного героя (його грає Гері Купер ), у військовій драмі «Сержант Йорк», «професор-зрадник Селецьки в незрівнянній чорної комедії» Ернста Любіча «Бути чи не бути» (1942) та офіційний лікар Білого дому Кері Траверс Грейсон у біографічній фільмі «Вілсон» (1944). Він також зіграв роль лікаря у фільмі нуар «Одержима» (1947) з Джоан Кроуфорд у головній ролі, адвоката - у фільмі нуар «Справа Тельми Джордон» (1950) з Барбарою Стенвік . У фільмі нуар «Виходу немає» (1950) Ріджес був головним лікарем лікарні, який намагається спустити расовий конфлікт між лікарем і пацієнтом на гальмах  . Останнім фільмом Ріджеса стала комедія з «Джинджер Роджерс» «Наречений носив шпори» (1951), де він зіграв мафіозі. Картина вийшла на екрани за місяць до смерті актора .
Наприкінці кар'єри Ріджес встиг зіграти на телебаченні у кількох серіалах, серед них «Телетеатр від „Шевроле“» (1949), «Телетеатр від „Філко“» (1950), «Перша студія» (1950-51) та «Саспенс» ( 1950-51) 

## Особисте життя
Ріджес був одружений двічі. У 1918 році він одружився з Енн Макгорен, цей шлюб закінчився розлученням. З 1930 і аж до своєї смерті в 1951 він був одружений на Доротеї С.Кроуфорд, в цьому шлюбі у актора народилася одна дитина .

## Смерть
Стенлі Ріджес помер 22 квітня 1951 року у Вестбруку, Коннектикут, у віці 60 років .

## Фільмографія
| Рік       |    | Українська назва                          | Оригінальна назва                                   | Роль                                                        |
| --------- | -- | ----------------------------------------- | --------------------------------------------------- | ----------------------------------------------------------- |
| 1923      | ф  | Успіх                                     | Success                                             | Гілберт Гордон                                              |
| 1930      | кф | Давай об'єднаємось                        | Let's Merge                                         |                                                             |
| 1930      | кф | Бідна риба                                | Poor fish                                           | Джордж                                                      |
| 1931      | кф | За два центи                              | For Two Cents                                       | репортер                                                    |
| 1932      | ф  | Знак хреста                               | The Sign of the Cross                               | капелан Ллойд (перевидання 1944 року) (в титрах не вказано) |
| 1934      | ф  | Злочин без пристрасті                     | Crime Without Passion                               | Едді Уайт                                                   |
| 1935      | ф  | Негідник                                  | The Scoundrel                                       | Пол Деккер                                                  |
| 1936      | ф  |                                           | Winterset                                           | Шедоу                                                       |
| 1936      | ф  | Грішник забирає все                       | Sinner Take All                                     | Маккелві                                                    |
| 1937      | ф  | стажерам не можна брати гроші             | Internes Can't Take Money                           | Інніс                                                       |
| 1938      | ф  | Жовта лихорадка                           | Yellow Jack                                         | доктор Джеймс Керролл                                       |
| 1938      | кф | Злочин не окупається: їх завжди спіймають | A Crime Does Not Pay Subject: They're Always Caught | доктор Джон Прітчард                                        |
| 1938      | ф  | Якби я був королем                        | If I Were King                                      | Рене де Монтіньі                                            |
| 1938      | ф  | Божевільна міс Ментон                     | The Mad Miss Manton                                 | Едвард Норріс                                               |
| 1939      | ф  | Знову та жінка                            | There's That Woman Again                            | Тоні Крой                                                   |
| 1939      | ф  | Дайте нам жити                            | Let Us Live                                         | окружной прокурор                                           |
| 1939      | ф  | срібло                                    | Silver on the Sage                                  | Ерл Бреннан / Дейв Телбот                                   |
| 1939      | ф  | Юніон Пасіфік                             | Union Pacific                                       | генерал Кейсмент                                            |
| 1939      | ф  | Кожного світанку я помираю                | Each Dawn I Die                                     | Мюллер                                                      |
| 1939      | ф  | Пил буде моєю долею                       | Dust Be My Destiny                                  | Чарлі Герретт                                               |
| 1939      | ф  | Шпигунський агент                         | Espionage Agent                                     | Хемілтон Пейтон                                             |
| 1939      | ф  | Нік Картер, майстер детектива             | Nick Carter, Master Detective                       | доктор Френктон                                             |
| 1939      | ф  | Я вкрав мільйон                           | I Stole a Million                                   | Даунс, продажний адвокат (у титрах не вказаний)             |
| 1940      | ф  | Черная пятница                            | Black Friday                                        | профессор Джордж Кінгслі / Ред Кеннон                       |
| 1941      | ф  | Морський вовк                             | The Sea Wolf                                        | Джонсон                                                     |
| 1941      | ф  | Пан окружний прокурор                     | Mr. District Attorney                               | окружний прокурор Том Ф. Вінтон                             |
| 1941      | ф  | Сержант Йорк                              | Sergeant York                                       | майор Бакстон                                               |
| 1941      | ф  | Вони померли в чоботях                    | They Died with Their Boots On                       | майор Ромулус Тэйпи                                         |
| 1942      | ф  | Леді готова                               | The Lady Is Willing                                 | Кеннет Хенлай                                               |
| 1942      | ф  | Бути чи не бути                           | To Be or Not to Be                                  | профессор Сілецкі                                           |
| 1942      | ф  | Великий постріл                           | The Big Shot                                        | Мартін Т. Флемінг, адвокат                                  |
| 1942      | ф  | Ескадрон «Орел»                           | Eagle Squadron                                      | міністр повітряного транспорту                              |
| 1942      | ф  | Очі в ночі                                | Eyes in the Night                                   | Хансен                                                      |
| 1943      | ф  | Тарзан тріумфує                           | Tarzan Triumphs                                     | полковник Вон Рейкард                                       |
| 1943      | ф  | Повітряні сили                            | Air Force                                           | майор Меллорі                                               |
| 1943      | ф  | Фальшиві обличчя                          | False Faces                                         | окружний прокурор Стенлі С. Хардинг                         |
| 1943      | ф  | Це армія                                  | This Is the Army                                    | майор Джон Б. Дейвідсон                                     |
| 1944      | ф  | Історія доктора Васселла                  | The Story of Dr. Wassell                            | командор Вільям Б. «Біл» Гоггінс                            |
| 1944      | ф  | Вілсон                                    | Wilson                                              | доктор Керрі Грейсон                                        |
| 1944      | ф  | Велика раса                               | The Master Race                                     | Дж.Філіп Карстон, майор американських військ                |
| 1944      | ф  | Підозрюваний                              | The Suspect                                         | Хакслі                                                      |
| 1945      | ф  | Бог мій другий пілот                      | God Is My Co-Pilot                                  | полковник Меріан «Стів» Купер                               |
| 1945      | ф  | Фантом говорить                           | The Phantom Speaks                                  | доктор Пол Ренвик                                           |
| 1945      | ф  | Капітан Едді                              | Captain Eddie                                       | полковник Ганс Адамсон                                      |
| 1946      | ф  | Через Нього                               | Because of Him                                      | Чарльз Гілберт                                              |
| 1946      | ф  | Прохід каньйону                           | Canyon Passage                                      | Джонас Овермайр                                             |
| 1946      | ф  | Містер Ас                                 | Mr. Ace                                             | Тумі                                                        |
| 1947      | ф  | Одержима                                  | Possessed                                           | доктор Гарві Віллард                                        |
| 1948      | ф  | Акт вбивства                              | An Act of Murder                                    | доктор Волтер Морісон                                       |
| 1949      | с  | Телетеатр «Шевроле»                       | The Chevrolet Tele-Theatre                          | 1 епізод                                                    |
| 1949—1951 | с  | Перша студія                              | Studio One                                          | 8 епізодів                                                  |
| 1949      | ф  | Вулиці Ларедо                             | Streets of Laredo                                   | мер Бейлі                                                   |
| 1949      | ф  | Ти моє все                                | You're My Everything                                | містер Генрі Мерсер                                         |
| 1949      | ф  | Оперативна група                          | Task Force                                          | сенатор Бентлі                                              |
| 1950      | ф  | діло про Тельму Джордон                   | The File on Thelma Jordon                           | Кінгслі Вілліс                                              |
| 1950      | ф  | Сплачено сповна                           | Paid in Full                                        | доктор П.Дж. «Філ» Вінстон                                  |
| 1950      | ф  | Немає виходу                              | No Way Out                                          | доктор Сем Морленд                                          |
| 1950      | ф  | Історія Дюпонів                           | The Du Pont Story                                   | генерал Генрі Дюпон                                         |
| 1950      | с  | Телетеатр «Філко»                         | The Philco Television Playhouse                     | 1 епізод                                                    |
| 1950      | с  | Час театра «Форд»                         | The Ford Theatre Hour                               | 1 епізод                                                    |
| 1950—1951 | с  | Саспенс                                   | Suspense                                            | 3 епізода                                                   |
| 1951      | ф  | Наречений носив шпори                     | The Groom Wore Spurs                                | Гаррі Каллен                                                |